# Giovanni Travaglini
Giovanni Travaglini (ur. 30 października 1924 w Neapolu, zm. 15 listopada 2020 w Rzymie)) – włoski polityk i inżynier, poseł do Parlamentu Europejskiego I i II kadencji, poseł do Izby Deputowanych X kadencji, w 1987 minister transportu.

## Życiorys
Z wykształcenia inżynier, pracował jako profesor w zakresie hydrologii rzek. Zaangażował się w działalność polityczną w ramach Chrześcijańskiej Demokracji. W 1979 wybrano go posłem do Parlamentu Europejskiego. W 1984 bez powodzenia ubiegał się o reelekcję, lecz objął mandat 14 czerwca 1988 w miejsce Michelangelo Ciancagliniego. Przystąpił do Europejskiej Partii Ludowej, należał m.in. do Komisji ds. Polityki Regionalnej i Planowania Regionalnego. W 1985 został rządowym komisarzem w Cassa del Mezzogiorno (instytucji wspierającej rozwój południowych Włoch). W latach 1987–1992 zasiadał w Izbie Deputowanych. Od 17 kwietnia do 27 lipca 1987 sprawował urząd ministra transportu w szóstym rządzie Amintore Fanfaniego.